# Mistrzostwa Polski w rugby 7 kobiet (2020/2021)
Mistrzostwa Polski w rugby 7 kobiet (2020/2021) – rozgrywki drużyn rugby 7, mające na celu wyłonienie najlepszej kobiecej drużyny w Polsce w sezonie 2020/2021, organizowane przez Polski Związek Rugby; piętnasta edycja Mistrzostw Polski w rugby 7 kobiet. Mistrzostwa były rozgrywane w formie serii turniejów, a mistrzyniami Polski zostały Biało-Zielone Ladies Gdańsk, które zdobyły tytuł po raz jedenasty z rzędu. Srebrny medal wywalczyła Legia Warszawa, a brązowy Black Roses Posnania Poznań. 

## System rozgrywek
Mistrzostwa rozegrano w formie serii jednodniowych turniejów. O mistrzostwie decydowała łączna liczba punktów przyznawanych w poszczególnych turniejach na podstawie klasyfikacji uczestniczących w nich drużyn. 
Drużyny uczestniczące w mistrzostwach dzielone były na ligi: ekstraligę, I ligę i w razie konieczności II ligę. Ligi liczyły po cztery zespoły z wyjątkiem najniższej, która mogła liczyć od dwóch do sześciu zespołów (stosownie do liczby drużyn zgłoszonych do turnieju). W poszczególnych turniejach uczestniczyły zespoły wszystkich lig, natomiast rozgrywały one spotkania tylko w ramach swojej ligi. W pierwszej fazie turnieju drużyny z danej ligi rozgrywały ze sobą mecze w systemie "każdy z każdym". Za zwycięstwo w meczu drużyna otrzymywała 3 punkty, za remis 2 punkty, a za porażkę 1 punkt. W przypadku równej liczby punktów turniejowych o kolejności w tabeli ligi decydowały kolejno: bilans punktów meczowych, większa liczba zdobytych punktów meczowych, wyższa lokata w poprzednim turnieju. W drugiej fazie rozgrywane były mecze decydujące o końcowej klasyfikacji: pierwsza drużyna z poprzedniej fazy grała z drugą o pierwsze miejsce, trzecia z czwartą o trzecie miejsce itd. Drużyny, które zajęły ostatnie miejsce w danym turnieju w danej lidze spadały poziom niżej, natomiast drużyny z pierwszego miejsca awansowały poziom wyżej. Spadki i awanse następowały po każdym turnieju. W przypadku nieprzystąpienia zespołu do turnieju, był on automatycznie degradowany o poziom niżej oraz karany odjęciem czterech punktów turniejowych. 
W klasyfikacji turniejowej drużyny z ekstraligi zajmowały miejsca od pierwszego do czwartego, drużyny z pozostałych lig – kolejne od piątego. Drużyna, która zajęła pierwsze miejsce, otrzymywała liczbę punktów do klasyfikacji ogólnej odpowiadającą liczbie uczestników turnieju, a każda kolejna o jeden punkt mniej. W przypadku równej liczby punktów na koniec sezonu o wyższym miejscu w końcowej klasyfikacji miała decydować większa liczba turniejów, w których drużyna brała udział, a następnie wyższe miejsce w ostatnim turnieju.

## Przebieg rozgrywek
W rundzie jesiennej zaplanowano rozegranie czterech turniejów: 12 września 2020 w Rudzie Śląskiej, 26 września 2020 w Warszawie, 10 lub 11 października oraz 24 października 2020 w Rudzie Śląskiej. Z powodu obostrzeń związanych z pandemią COVID-19 rozegrano tylko dwa z nich.

### Pierwszy turniej
Pierwszy turniej mistrzostw rozegrano 12 września 2020 w Rudzie Śląskiej. Wzięło w nim udział 9 drużyn. Zwycięzcą zostały Biało-Zielone Ladies Gdańsk. Za najlepszą zawodniczkę turnieju uznano reprezentantkę zwyciężczyń Karolinę Jaszczyszyn. W finale Biało-Zielone pokonały Black Roses Posnanię Poznań 45:0, a w meczu o trzecie miejsce Legia Warszawa zwyciężyła Diablice Ruda Śląska 19:7.
Końcowa klasyfikacja turnieju:
| Pozycja    | Drużyna                     | Liczba punktów do klasyfikacji |
| Ekstraliga | Ekstraliga                  | Ekstraliga                     |
| ---------- | --------------------------- | ------------------------------ |
| 1.         | Biało-Zielone Ladies Gdańsk | 9                              |
| 2.         | Black Roses Posnania Poznań | 8                              |
| 3.         | Legia Warszawa              | 7                              |
| 4.         | Diablice Ruda Śląska        | 6                              |
| I liga     |                             |                                |
| 5.         | Juvenia Kraków              | 5                              |
| 6.         | Venol Atomówki Łódź         | 4                              |
| 7.         | Legia II Warszawa           | 3                              |
| 8.         | AZS AWF Warszawa            | 2                              |
| 9.         | Rugby Gietrzwałd            | 1                              |

### Drugi turniej
Drugi turniej mistrzostw rozegrano 26 września 2020 w Warszawie. Wzięło w nim udział 11 drużyn. Zwycięzcą zostały Biało-Zielone Ladies Gdańsk. Za najlepszą zawodniczkę turnieju uznano reprezentantkę zwyciężczyń Natalię Pamiętę. W finale Biało-Zielone pokonały Legię Warszawa 35:0, a w meczu o trzecie miejsce Black Roses Posnania Poznań zwyciężyła Juvenię Kraków 31:5.
Końcowa klasyfikacja turnieju:
| Pozycja    | Drużyna                        | Liczba punktów do klasyfikacji |
| Ekstraliga | Ekstraliga                     | Ekstraliga                     |
| ---------- | ------------------------------ | ------------------------------ |
| 1.         | Biało-Zielone Ladies Gdańsk    | 11                             |
| 2.         | Legia Warszawa                 | 10                             |
| 3.         | Black Roses Posnania Poznań    | 9                              |
| 4.         | Juvenia Kraków                 | 8                              |
| I liga     |                                |                                |
| 5.         | Diablice Ruda Śląska           | 7                              |
| 6.         | AZS AWF Warszawa               | 6                              |
| 7.         | Legia II Warszawa              | 5                              |
| 8.         | Venol Atomówki Łódź            | 4                              |
| II liga    |                                |                                |
| 9.         | Biało-Zielone Ladies II Gdańsk | 3                              |
| 10.        | KS Budowlani Łódź              | 2                              |
| 11.        | Amazonki Lublin                | 1                              |

### Trzeci turniej
Trzeci turniej mistrzostw rozegrano 27 marca 2021 w Rudzie Śląskiej. Wzięło w nim udział 10 drużyn. Zwycięzcą zostały Biało-Zielone Ladies Gdańsk. Za najlepszą zawodniczkę turnieju uznano reprezentantkę zwyciężczyń Natalię Pamiętę. W finale Biało-Zielone pokonały Legię Warszawa 24:14, a w meczu o trzecie miejsce Black Roses Posnania Poznań zwyciężyła Diablice Ruda Śląska 36:0.
Końcowa klasyfikacja turnieju:
| Pozycja    | Drużyna                        | Liczba punktów do klasyfikacji |
| Ekstraliga | Ekstraliga                     | Ekstraliga                     |
| ---------- | ------------------------------ | ------------------------------ |
| 1.         | Biało-Zielone Ladies Gdańsk    | 10                             |
| 2.         | Legia Warszawa                 | 9                              |
| 3.         | Black Roses Posnania Poznań    | 8                              |
| 4.         | Diablice Ruda Śląska           | 7                              |
| I liga     |                                |                                |
| 5.         | Biało-Zielone Ladies II Gdańsk | 6                              |
| 6.         | Juvenia Kraków                 | 5                              |
| 7.         | Legia II Warszawa              | 4                              |
| 8.         | AZS AWF Warszawa               | 3                              |
| 9.         | Rugby Gietrzwałd               | 2                              |
| 10.        | Venol Atomówki Łódź            | 1                              |

### Czwarty turniej
Czwarty turniej mistrzostw rozegrano 11 kwietnia 2021 w Warszawie. Wzięło w nim udział 10 drużyn. Zwycięzcą zostały Biało-Zielone Ladies Gdańsk. Za najlepszą zawodniczkę turnieju uznano reprezentantkę zwyciężczyń Natalię Pamiętę. W finale Biało-Zielone pokonały Legię Warszawa 41:0, a w meczu o trzecie miejsce Black Roses Posnania Poznań zwyciężyła Juvenię Kraków 26:14.
Końcowa klasyfikacja turnieju:
| Pozycja    | Drużyna                        | Liczba punktów do klasyfikacji |
| Ekstraliga | Ekstraliga                     | Ekstraliga                     |
| ---------- | ------------------------------ | ------------------------------ |
| 1.         | Biało-Zielone Ladies Gdańsk    | 10                             |
| 2.         | Legia Warszawa                 | 9                              |
| 3.         | Black Roses Posnania Poznań    | 8                              |
| 4.         | Juvenia Kraków                 | 7                              |
| I liga     |                                |                                |
| 5.         | Biało-Zielone Ladies II Gdańsk | 6                              |
| 6.         | Legia II Warszawa              | 5                              |
| 7.         | AZS AWF Warszawa               | 4                              |
| 8.         | Rugby Gietrzwałd               | 3                              |
| 9.         | Venol Atomówki Łódź            | 2                              |
| 10.        | Diablice Ruda Śląska           | 1                              |

### Piąty turniej
Piąty turniej mistrzostw rozegrano 9 maja 2021 w Krakowie. Wzięło w nim udział 10 drużyn. Zwycięzcą zostały Biało-Zielone Ladies Gdańsk. Za najlepszą zawodniczkę turnieju uznano reprezentantkę zwyciężczyń Małgorzatę Kołdej. W finale Biało-Zielone pokonały Legię Warszawa 22:14, a w meczu o trzecie miejsce Black Roses Posnania Poznań zwyciężyła AZS AWF Warszawa 40:12.
Końcowa klasyfikacja turnieju:
| Pozycja    | Drużyna                        | Liczba punktów do klasyfikacji |
| Ekstraliga | Ekstraliga                     | Ekstraliga                     |
| ---------- | ------------------------------ | ------------------------------ |
| 1.         | Biało-Zielone Ladies Gdańsk    | 10                             |
| 2.         | Legia Warszawa                 | 9                              |
| 3.         | Black Roses Posnania Poznań    | 8                              |
| 4.         | AZS AWF Warszawa               | 7                              |
| I liga     |                                |                                |
| 5.         | Biało-Zielone Ladies II Gdańsk | 6                              |
| 6.         | Juvenia Kraków                 | 5                              |
| 7.         | Legia II Warszawa              | 4                              |
| 8.         | Venol Atomówki Łódź            | 3                              |
| 9.         | Diablice Ruda Śląska           | 2                              |
| 10.        | Rugby Gietrzwałd               | 1                              |

### Szósty turniej
Szósty turniej mistrzostw rozegrano 29 maja 2021 w Biesalu. Wzięło w nim udział 9 drużyn. Zwycięzcą została Legia Warszawa. Za najlepszą zawodniczkę turnieju uznano reprezentantkę zwyciężczyń Aleksandrę Lachowską. W finale Legia pokonała Biało-Zielone Ladies Gdańsk po dogrywce 17:12, a w meczu o trzecie miejsce Black Roses Posnania Poznań zwyciężyła Juvenię Kraków 19:14.
Końcowa klasyfikacja turnieju:
| Pozycja    | Drużyna                     | Liczba punktów do klasyfikacji |
| Ekstraliga | Ekstraliga                  | Ekstraliga                     |
| ---------- | --------------------------- | ------------------------------ |
| 1.         | Legia Warszawa              | 9                              |
| 2.         | Biało-Zielone Ladies Gdańsk | 8                              |
| 3.         | Black Roses Posnania Poznań | 7                              |
| 4.         | Juvenia Kraków              | 6                              |
| I liga     |                             |                                |
| 5.         | AZS AWF Warszawa            | 5                              |
| 6.         | Legia II Warszawa           | 4                              |
| 7.         | Venol Atomówki Łódź         | 3                              |
| 8.         | Diablice Ruda Śląska        | 2                              |
| 9.         | Rugby Gietrzwałd            | 1                              |

### Siódmy turniej
Siódmy turniej mistrzostw rozegrano 10 lipca 2021 w Gdańsku. Wzięło w nim udział 6 drużyn. Zwycięzcą zostały Biało-Zielone Ladies Gdańsk, które w finale pokonały Legię Warszawa 41:0. W meczu o trzecie miejsce Venol Atomówki Łódź zwyciężyły AZS AWF Warszawa 24:14.
Końcowa klasyfikacja turnieju:
| Pozycja | Drużyna                     | Liczba punktów do klasyfikacji |
| ------- | --------------------------- | ------------------------------ |
| 1.      | Legia Warszawa              | 6                              |
| 2.      | Biało-Zielone Ladies Gdańsk | 5                              |
| 3.      | Venol Atomówki Łódź         | 4                              |
| 4.      | AZS AWF Warszawa            | 3                              |
| 5.      | Rugby Gietrzwałd            | 2                              |
| 6.      | Diablice Ruda Śląska        | 1                              |

### Łączna klasyfikacja
Łączna klasyfikacja mistrzostw:
| Pozycja                                                                   | Drużyna                        | Liczba punktów |
| ------------------------------------------------------------------------- | ------------------------------ | -------------- |
| 1.                                                                        | Biało-Zielone Ladies Gdańsk    | 64             |
| 2.                                                                        | Legia Warszawa                 | 58             |
| 3.                                                                        | Black Roses Posnania Poznań    | 44             |
| 4.                                                                        | Juvenia Kraków                 | 32             |
| 5.                                                                        | AZS AWF Warszawa               | 30             |
| 6.                                                                        | Diablice Ruda Śląska           | 26             |
| 7.                                                                        | Venol Atomówki Łódź            | 22             |
| 8.                                                                        | Legia II Warszawa              | 20             |
| 9.                                                                        | Rugby Gietrzwałd               | 6              |
| drużyny niesklasyfikowane z powodu udziału w zbyt małej liczbie turniejów |                                |                |
|                                                                           | Biało-Zielone Ladies II Gdańsk | 21             |
|                                                                           | KS Budowlani Łódź              | 2              |
|                                                                           | Amazonki Lublin                | 1              |

Uwaga: czterem zespołom (Black Roses Posnania Poznań, Juvenii Kraków, Legii II Warszawa i Rugby Gietrzwałd) odjęto po 4 punkty za brak udziału w jednym turnieju